# 繪架座AB
繪架座AB（AB Pictoris、AB Pic、HD 44627）是一個光譜類型K型主序星，距離地球約148光年，位於绘架座。

## 恆星狀況
繪架座AB是年齡約3000萬年的年輕恆星，是杜鵑－時鐘星協的成員星。同時該恆星也是天龍座BY型變星。2005年公布繪架座AB有一顆伴星於2003年和2004年在繪架座AB近處被拍攝到，可能是環繞繪架座AB的伴星，稱為繪架座ABb（AB Pictoris b、AB Pic b）。該顆伴星的的可能質量在棕矮星和行星邊界上。

## 可能的行星系統

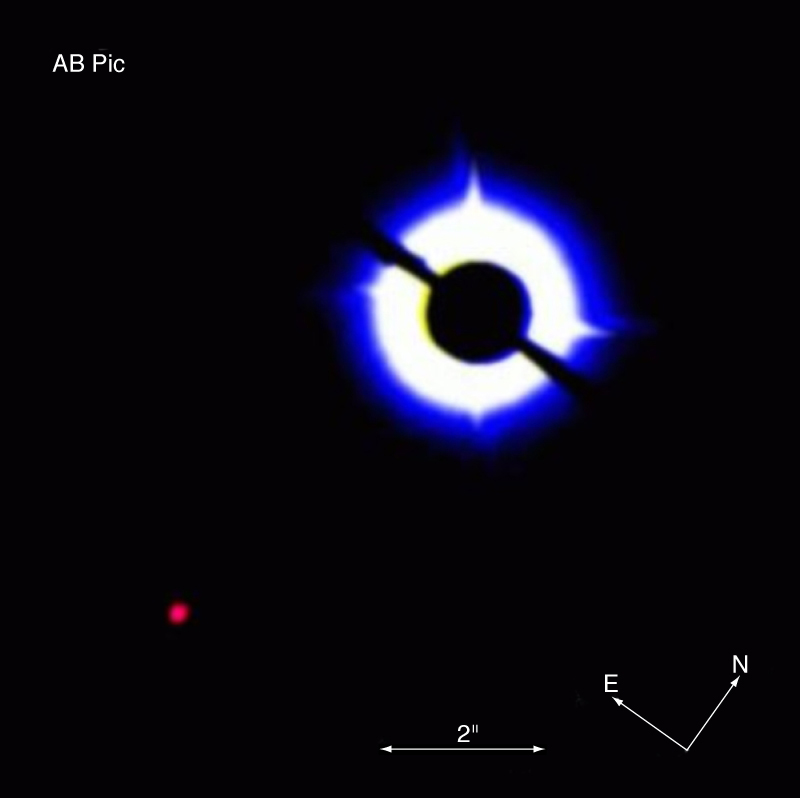
日冕儀拍攝繪架座AB影像中可在影像左下角見到一個小伴星。該影像於2003年3月16日由甚大望远镜拍攝。

2003年和2004年，一組天文學家在歐洲南方天文台拍攝到繪架座AB有一顆相當接近的伴星（現稱為繪架座ABb）。因為該天體和繪架座AB的自行相同，因此認為該天體與母恆星相當接近。伴星的光譜類型在L0V到L3V之間，質量大約是13到14倍木星質量。但是因為建立這樣年輕恆星的模型很困難，以上預測都是不確定的。其預測依模型不同，預測質量從11到70倍木星質量不等。表面溫度約1600 K 到 2400 K。因為目前不明白該天體質量是否超過氘燃燒下限的13倍木星質量，無法確認是行星還是棕矮星。
| 成員 (依恆星距離) | 质量          | 半長軸 (AU) | 轨道周期 (天) | 離心率 | 傾角 | 半径 |
| ----------------- | ------------- | ----------- | ------------- | ------ | ---- | ---- |
| b                 | 13.5 ± 0.5 MJ | —           | —             | —      | —    | —    |

## 外部連結
- Jean Schneider. . Extrasolar Planets Encyclopaedia. 2011  [12 October 2011]. （原始内容存档于2012-05-05）.
- Homogeneous comparison of directly detected planet candidates: GQ Lup, 2M1207, AB Pic, Ralph Neuhaeuser, ESO Workshop Proceedings on Multiple Stars, Bibcode：2005astro.ph..9906N, arXiv:astro-ph/0509906.
- . European Southern Observatory. 2005-04-30  [2008-07-01]. （原始内容存档于2008-06-13）.